# 和製ポップス
和製ポップス（わせいポップス）とは、欧米ポップスの影響を受けて、日本人が作詞・作曲・歌唱した歌謡曲のジャンルの一つ。

## 歴史
戦前の和製ポップスの最初期の例としては、二村定一がジーン・オースチンの「マイ・ブルー・ヘブン」をカバーした「青空」があげられる。戦前から活躍していた服部良一の一連の作品がルーツの一つだが、小林亜星は「日本のポップスの歴史は、戦前から戦後にかけて活躍した灰田勝彦さんにそのルーツをさかのぼる」と評している。戦後には、アメリカへの憧れの心情と共に流行したカバー・ポップスが生まれた。
戦後の和製ポップスの例としては、浜村美智子の「バナナ・ボート」や、ザ・ピーナッツの「可愛い花」（1959年）がある。
60年代前半には1961年の坂本九の「上を向いて歩こう」（作詞:永六輔、作曲:中村八大）、1962年のザ・ピーナッツの「ふりむかないで」（作詞:岩谷時子、作曲:宮川泰）。60年代中期の和製ポップスの代表的な歌手は他に、伊東ゆかり、中尾ミエ、園まり（伊東/中尾/園の3人はスパーク3人娘との名称もあったが、あまり浸透しなかった）等が挙げられる。
また、エミー・ジャクソンの「涙の太陽」も和製ポップスの一曲である。その理由は、作曲家が日本人である点、歌詞が英語であるにもかかわらず日本国内向けに制作された点、洋楽レーベルから発売された点、そして従来の歌謡曲からは独立した日本のポップスを作りたいという洋楽部所属のディレクターによって制作されたことなどがあげられる。
1960年代の歌謡曲では、筒美京平、川口真、馬飼野康二らが優れた楽曲を量産した。
1970年代後半からのニューミュージック、1990年頃からのJ-POPにより、和製ポップスの伝統は消滅していった。